# فرودگاه اوریکسیمینا
فرودگاه اوریکسیمینا (به انگلیسی: Oriximiná Airport) (به زبان بومی: Aeroporto de Oriximiná) یک فرودگاه همگانی مسافربری با کد یاتا ORX است که یک باند فرود آسفالت دارد و طول باند آن ۱۶۰۰ متر است. این فرودگاه در کشور برزیل قرار دارد و در ارتفاع ۸۰ متری از سطح دریا واقع شده است.